# Wendula Dahle
Wendula Dahle (geborene Weiß) (* 15. Dezember 1937 in Hamburg) ist eine deutsche Philologin, Hochschullehrerin und Autorin. Sie ist auch Verfasserin von Reisebüchern.

## Leben
Wendula Dahle legte 1968 an der Philosophischen Fakultät der FU Berlin ihre germanistische Dissertation über Die militärische Terminologie in der Germanistik 1933 bis 1945. vor. Sie war bis zu ihrer Emeritierung Professorin für Germanistik und Kulturwissenschaften an der Universität Bremen, wo sie Sprach- und Literaturwissenschaft lehrte. Dazu gehörte auch Didaktik mit dem Schwerpunkt Didaktik des Deutschen. Ein weiterer Schwerpunkt ihrer Arbeit war die Kooperation von Schule und Hochschule. Darüber hinaus hat sie für die Universität Bremen die Geschichte und gegenwärtigen Verhältnisse im unabhängigen Namibia erforscht und hierfür zeitweise in Namibia gelebt und gearbeitet.

## Werke (Auswahl)
- Die militärische Terminologie in der Germanistik 1933 bis 1945. Eine sprachliche Analyse. Berlin 1968 (Dissertation, Philosophische Fakultät, F. U. Berlin)
- (als Hrsg.): Im Land der Moore und Deiche. Ausflüge links und rechts der Weser. Ein Reise- und Lesebuch. Edition Temmen, Bremen 1998, ISBN 3-86108-466-X
- mit Wolfgang Leyerer: Namibia. Edition Temmen, Bremen 2001, ISBN 3-86108-861-4
- (als Hrsg.): Die Geschäfte mit dem armen B.B. Vom geschmähten Kommunisten zum Dichter „deutscher Spitzenklasse“. VSA-Verlag, Hamburg 2006, ISBN 3-89965-209-6